# نادين موسى
نادين موسى محامية لبنانية وناشطة سياسية رشحت نفسها في الانتخابات العامة اللبنانية 2014، وترشحت كمستقلة للانتخابات الرئاسية اللبنانية 2014، وهي أول امرأة تترشح للرئاسة في لبنان.

## السيرة
درست نادين القانون في جامعة القديس يوسف (بيروت) واستكملت درجة الماجستير في القانون الدولي في جامعة بانثيون-السوربون (باريس)، وعملت نادين محامٍية في لبنان منذ 1995،  وهي عضو في نقابة المحامين في لبنان منذ عام 1995، وفي 2009 عينت منسقة للجنة نقابة المحامين لشؤون الأسرة لمدة عام.

## الحياة السياسية

### الانتخابات البرلمانية لعام 2013
سجلت نادين موسى كمرشحة لمنطقة جبل لبنان في المتن في الانتخابات البرلمانية اللبنانية التي كان من المفترض أجرائها في أبريل ويونيو 2013 وأيدت حركة إسترجعوا البرلمان - لبنان ترشيحها.

### الحملة الرئاسية 2014
أقامت نادين حملتها الانتخابية للمشاركة في الانتخابات الرئاسية اللبنانية 2014 كمرشحة مستقلة، وكانت أول امرأة ترشح نفسها للرئاسة في لبنان.